# Plagiochila
Plagiochila este un gen mare, comun și larg răspândit de hepatice din ordinul Jungermanniales. Este membră al familiei Plagiochilaceae din același ordin. Pot exista oriunde de la 500 la 1300 de specii, majoritatea la tropice; numărul exact este încă în curs de revizuire. De asemenea, genul are o răspândire largă în zonele temperate și arctice.

## Specii înPlagiochila

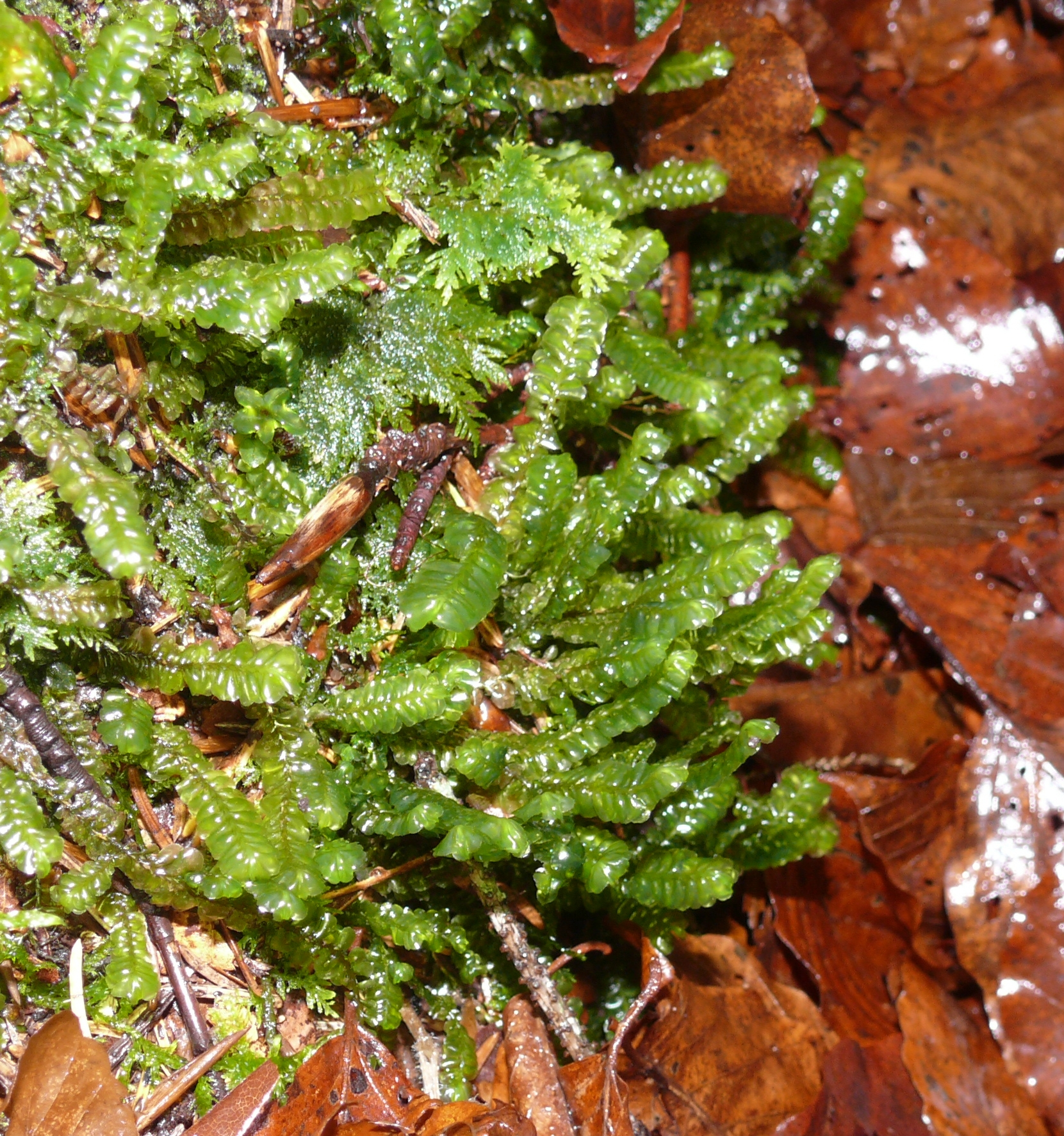
Plagiochila asplenioides

- Plagiochila amboynensis
- Plagiochila asplenioides
- Plagiochila belangeriana
- Plagiochila biondiana
- Plagiochila blepharophora
- Plagiochila capillaris
- Plagiochila chinensis
- Plagiochila corticola
- Plagiochila crassitexta
- Plagiochila delavayi
- Plagiochila deltoidea
- Plagiochila determii
- Plagiochila euryphyllon
- Plagiochila fasciculata
- Plagiochila firma
- Plagiochila flexuosa
- Plagiochila fordiana
- Plagiochila formosae
- Plagiochila frondescens
- Plagiochila fruticosa
- Plagiochila ghatiensis
- Plagiochila gollanii
- Plagiochila gregaria
- Plagiochila hakkodensis
- Plagiochila hamulispina
- Plagiochila handelii
- Plagiochila hokinensis
- Plagiochila japonica
- Plagiochila lacerata
- Plagiochila laetevirens
- Plagiochila magnifolia
- Plagiochila minor
- Plagiochila multipinnula
- Plagiochila nepalensis
- Plagiochila ovalifolia
- Plagiochila perserrata
- Plagiochila porelloides
- Plagiochila pseudofirma
- Plagiochila pulcherrima
- Plagiochila punctata
- Plagiochila recurvata
- Plagiochila rigidula
- Plagiochila robustissima
- Plagiochila saclpellifolia
- Plagiochila sawadae
- Plagiochila semidecurrens
- Plagiochila shanghaica
- Plagiochila shimizuana
- Plagiochila sikutzuisana
- Plagiochila spathulaefolia
- Plagiochila subacanthophylla
- Plagiochila tobagensis
- Plagiochila tongtschuana
- Plagiochila torquescens
- Plagiochila trabeculata
- Plagiochila vexans
- Plagiochila wallichiana
- Plagiochila wilsoniana
- Plagiochila wolframii
- Plagiochila yokogurensis
- Plagiochila yunnanensis
- Plagiochila yuwandakensis
- Plagiochila zonata